# Kisho Yano
Kisho Yano (Shizuoka, 5. travnja 1984.) je japanski nogometaš.

## Klupska karijera
Igrao je za Kashiwa Reysol, Albirex Niigata, Freiburg i Nagoya Grampus.

## Reprezentativna karijera
Za japansku reprezentaciju igrao je od 2007. do 2010. godine. Za japansku reprezentaciju odigrao je 19 utakmica postigavši 2 pogodaka.
S japanskom reprezentacijom Kisho Yano je igrao na jednom svjetskom prvenstvu (2010.).

## Statistika
| Japan  | Japan | Japan |
| Godina | Nas.  | Gol.  |
| ------ | ----- | ----- |
| 2007.  | 7     | 1     |
| 2008.  | 5     | 0     |
| 2009.  | 4     | 1     |
| 2010.  | 3     | 0     |
| Ukupno | 19    | 2     |

## Vanjske poveznice
- National Football Teams
- Japan National Football Team Database